# قرية عبلة

قرية عبلة قرية تقع بمحافظة حلب في سورية إلى الشمال من مدينة حلب، وتتبع إدارياً لمنطقة اعزاز ناحية أخترين .

## لمحة جغرافية
تتميز قرية عبلة بطبيعة شبه جبلية ذات صخور كلسية حيث أن القرية تقع على هضبة مرتفعة نسبيًا
يحد عبلة من الشمال قرية دوير الهوى ومن الشرق قرية شدود وحزوان ومن الجنوب قرية تل عنب وتل جيجان ومن الغرب قرية ثلثانة تتميز عبلة ببياض صخرها فسميت بعبلة ومعناها الصخرة البيضاء ومع وجود هذه الهضاب إلا أن عبلة تتمتع أيضاً بأراضي زراعية وفيرة وبالأخص في الوديان وعلى سفوح الهضاب.

## السكان
يبلغ عدد سكان قرية عبلة حوالي ألفي نسمة هم من الأكراد يتكلمون اللغة الكردية اللهجة الكرمنجية الشمالية يدينون بالإسلام
و يعمل معظم أهالي عبلة في الجبل في مقالع الحجر وتوجد في عبلة مناشر حجروكذلك كسارت (عفاسات) وتعتبر عبلة منطقة جيوصناعية
وتوجد في عبلة زراعات كثيرة من أهمها الزيتون والفستق الحلبي والكرمة والتين والحبوب بأنواعها كالقمح والشعير والعدس أما الخضروات فهي تلبي الحاجة المنزلة فقط
المراجع